# Basilica di Maria Santissima Assunta (Caltabellotta)
La basilica di Maria Santissima Assunta, primitiva chiesa di San Giorgio in epoca normanna, complesso religioso e polo monumentale della città di Caltabellotta.

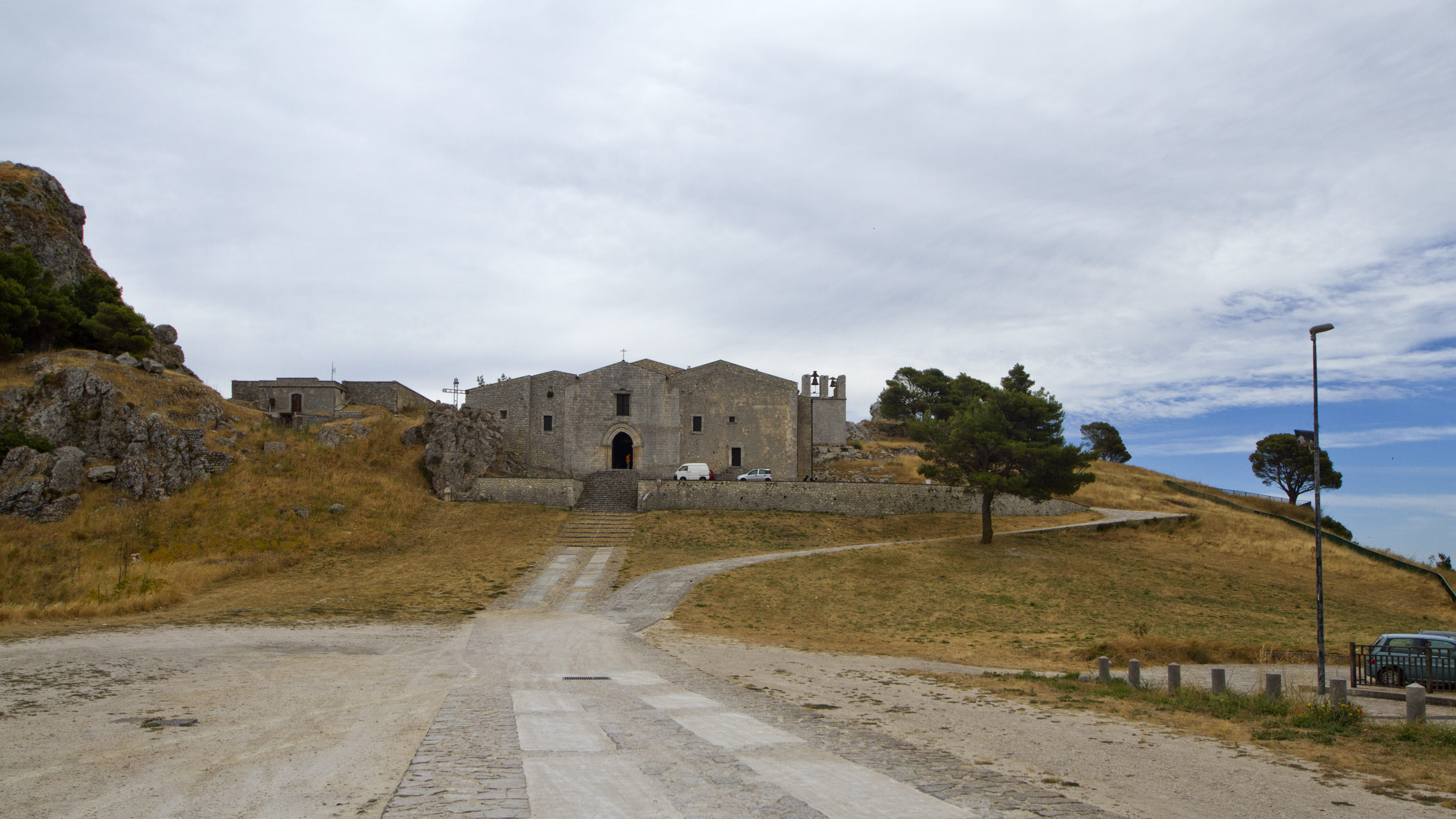
Panorama diurno.

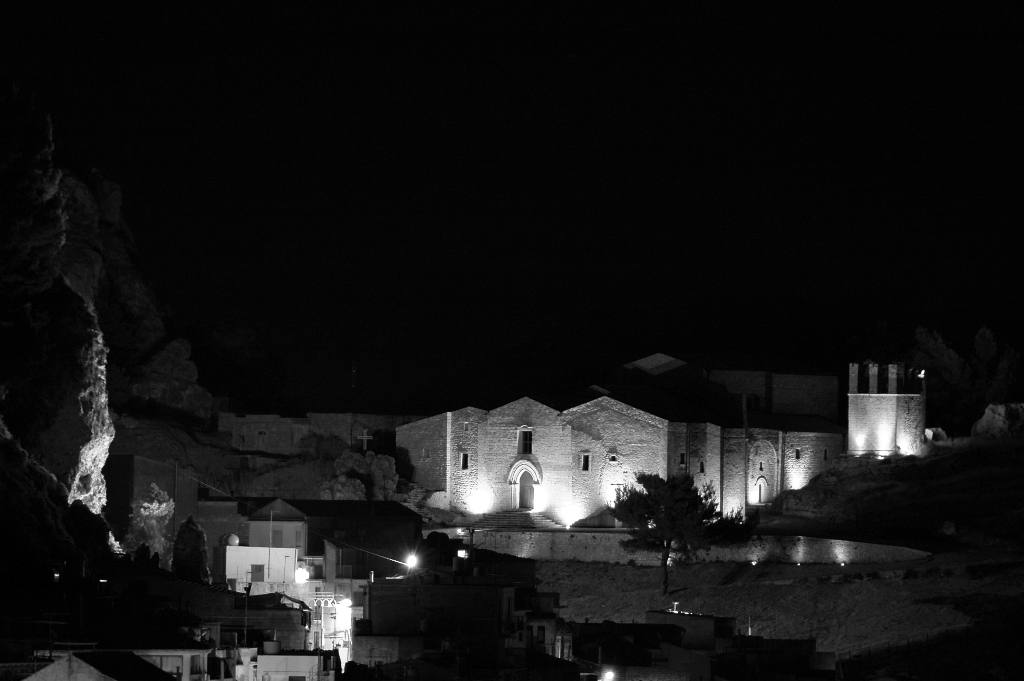
Panorama notturno.

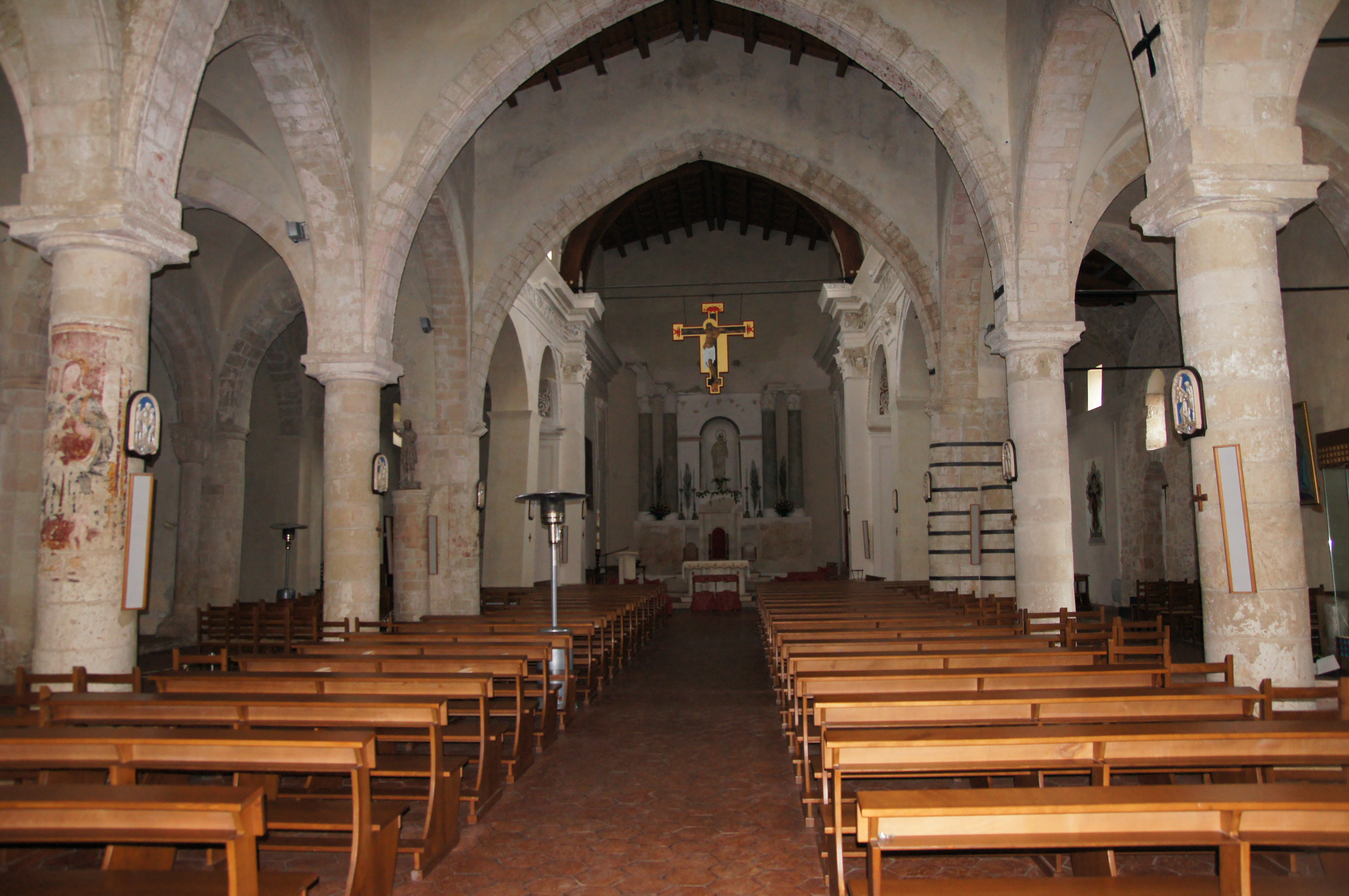
Navata centrale.

## Storia

### Epoca romana
Attuali ritrovamenti archeologici risalenti all'epoca imperiale rafforzano l'ipotesi dell'esistenza di templi o luoghi di culto pagani in una ampia area sacra. La quinta cappella ubicata nella navata sinistra è stata l'abside della prima chiesa proto cristiana del luogo.

### Epoca bizantino - araba
Dopo il vescovo Pellegrino la diocesi di Triocala è attestata nell'ultimo decennio del VI secolo con il vescovo Pietro, fino al 787 col vescovo Giovanni. Con la soppressione, il territorio amministrato dalla Dioecesis Trecalitana confluisce nella diocesi di Agrigento.

### Epoca normanna
La primitiva chiesa di San Giorgio fu edificata per volontà del Gran Conte Ruggero per celebrare la vittoria sulle armate arabe sul luogo ove avvennero i combattimenti. Il tempio sorgeva sulla porzione di territorio periferico all'abitato di Trìocala, primitivo insediamento ricco di luoghi di culto d'epoca bizantina.
Il «Gran Priorato di San Giorgio di Triocala» nel diploma del 1098 di Ruggero il Normanno risulta affidato in cura ai monaci basiliani.
Nel 1134 Ruggero II di Sicilia lo assegna in beneficio al monastero del Santissimo Salvatore di «Lingua Phari» di Messina. 

### Epoca aragonese - spagnola
Il re Alfonso V d'Aragona lo assegnò in seguito ai conti di Caltabellotta, verosimilmente la stessa sorte come per il castello appartenuto alla famiglia Peralta in epoca aragonese e alla famiglia De Luna d'Aragona in epoca spagnola.

### Epoca contemporanea
Il terremoto del Belice del 1968 provoca rilevanti danni.
Oggi si può ammirare la cattedrale in tutta la sua magnificenza, grazie all'ultimo e definitivo intervento effettuato dal 1997, completato con l'inaugurazione del 16 luglio 1999, con una solenne concelebrazione presieduta dall'arcivescovo di Agrigento Carmelo Ferraro con l'elevazione al rango di basilica minore.

## Architettura
Il polo monumentale contraddistinto da un fronte di tre strutture adiacenti e un corpo di tre edifici consecutivi, sorge su una spianata accanto alla rocca ove è abbarbicato il castello. Una scenografica gradinata conduce all'ingresso caratterizzato da un portale ad arco ogivale in stile gotico. La facciata è in conci squadrati con finestre asimmetriche e diseguali tra loro. 
L'impianto basilicale presenta tre navate con 12 colonne e archi ogivali. Sulle colonne costituite da grandi dischi di pietra sovrapposti sono presenti tracce di affreschi primitivi e minacciati dall'umido.

### Interno

#### Navata destra
Presso la controfacciata il fonte battesimale ad immersione, scolpito in un unico blocco di pietra calcarea di forma ottagonale.
- Prima campata. I simulacri del Cristo risorto e della Vergine fanno corona ad una riproduzione fotografica dell'interno del tempio prima del 1968.
- Seconda campata. Varco.
- Terza campata. Uscita laterale murata con portale gotico.
- Quarta campata. XX secolo, Madonna protettrice del Mondo, mosaico in vetro di Murano. Il mondo è rappresentato simbolicamente dal mantello della Vergine che lo avvolge. Opera realizzata da Ignazio Farina.
- Quinta campata.
- Sesta campata. Crocifisso di fattura moderna.

#### Navata sinistra

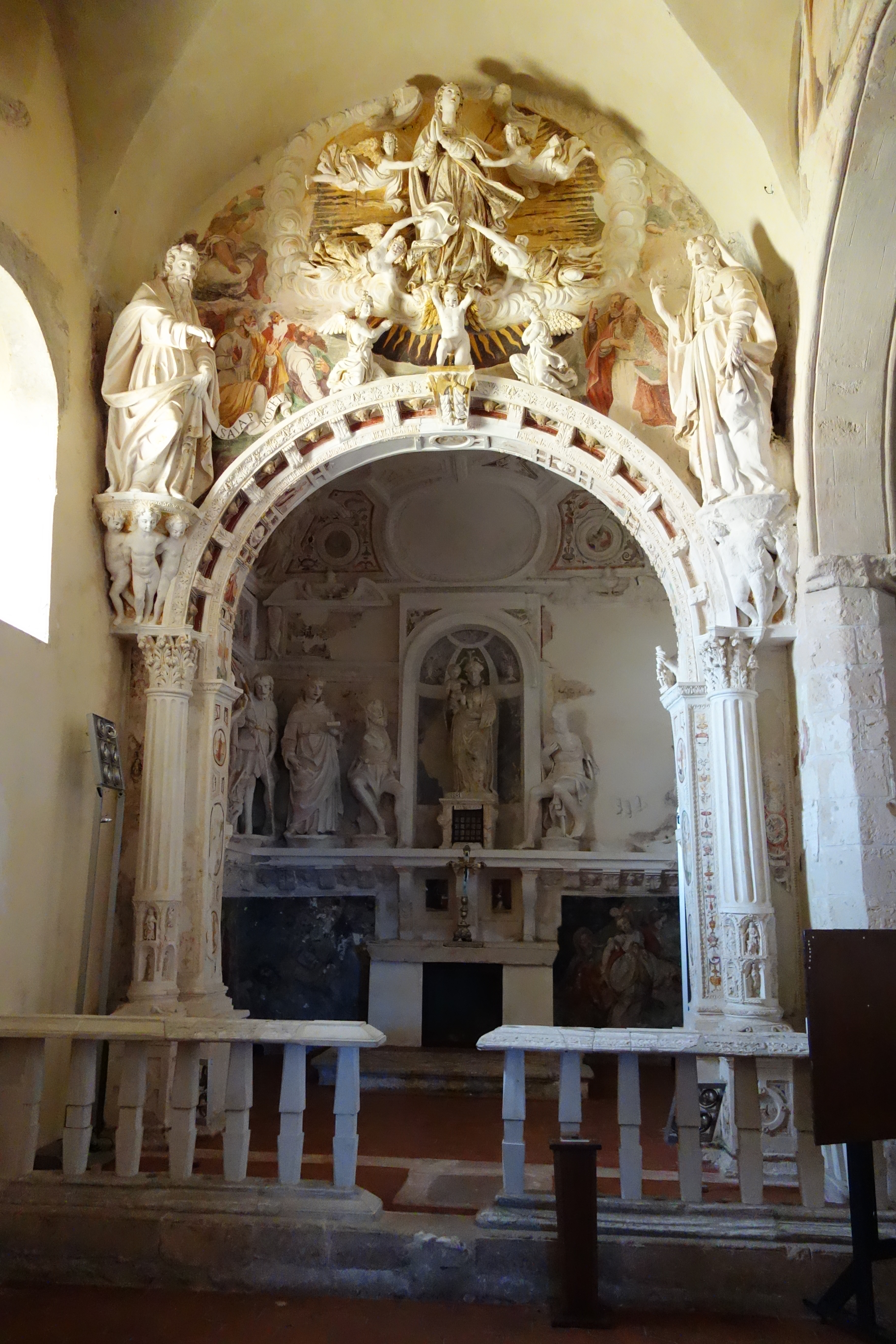
Cappella della Madonna della Catena.

- Prima campata: Cappella della Madonna della Catena. Opera di Antonino Ferraro da Giuliana risalente al 1598, costituita da gruppi statuari su sfondo affrescato.[3] L'iscrizione riportava: "AD SCVLPTOREM ANTONIVM FERRARVM. CEDANT SCVLPTORE QVOD NVNC ANTONIVS ... OMNIS CVI SCVLPTOR CEDERE IVRE POTENT. 1598."

In basso, degli affreschi narrano episodi dell'Esodo e alcune vicende del popolo ebraico. A destra è raffigurata la Regina Ester con la testa di re Oloferne e la rappresentazione del Miracolo dell'acqua, liquido fatto scaturire dal colpo di bastone dato da Mosè sulla roccia nel deserto. A sinistra l'Attraversamento del Mar Rosso con il faraone Radamesse II che insegue gli Ebrei e Mosè nell'atto di aprire le acque per favorire il passaggio. 
Fanno ala alla Vergine le sculture a grandezza naturale raffiguranti San Giovanni Battista, San Girolamo, Sant'Antonio di Padova, San Rocco, San Placido, Santa Barbara, Sant'Onofrio Lu Pilusu, San Crispino, San Crispiniano, Santa Marta, Santa Cecilia e San Sebastiano.
La volta della stessa cappella è affrescata tra i bassorilievi, con motivi decorativi di raffinata fattura. Le due colonne laterali sono affrescate a rosoni con rappresentazioni di simbologie. In particolare, sul lato destro, è rappresentato un rosone, dentro il quale si vede un fanciullo in monocromo viola scuro, che in posizione di rilassamento e di tranquillità rappresenta i fanciulli morti in tenera età e battezzati, destinati ad andare in Paradiso. 
Sull'opposta colonna è rappresentato lo stesso motivo, ma contrastante nella posizione del fanciullo che è meno rilassata ed intristita, rappresenta i bimbi destinati al limbo. 
Nella nicchia centrale posta sopra la mensa dell'altare è collocata su un RELIQVIARIVM con grata la Madonna della Catena, opera di Giacomo Gagini del 1591.
A completamento dell'opera la balaustra in alabastro restaurata da Salvatore Rizzuti di Caltabellotta."»

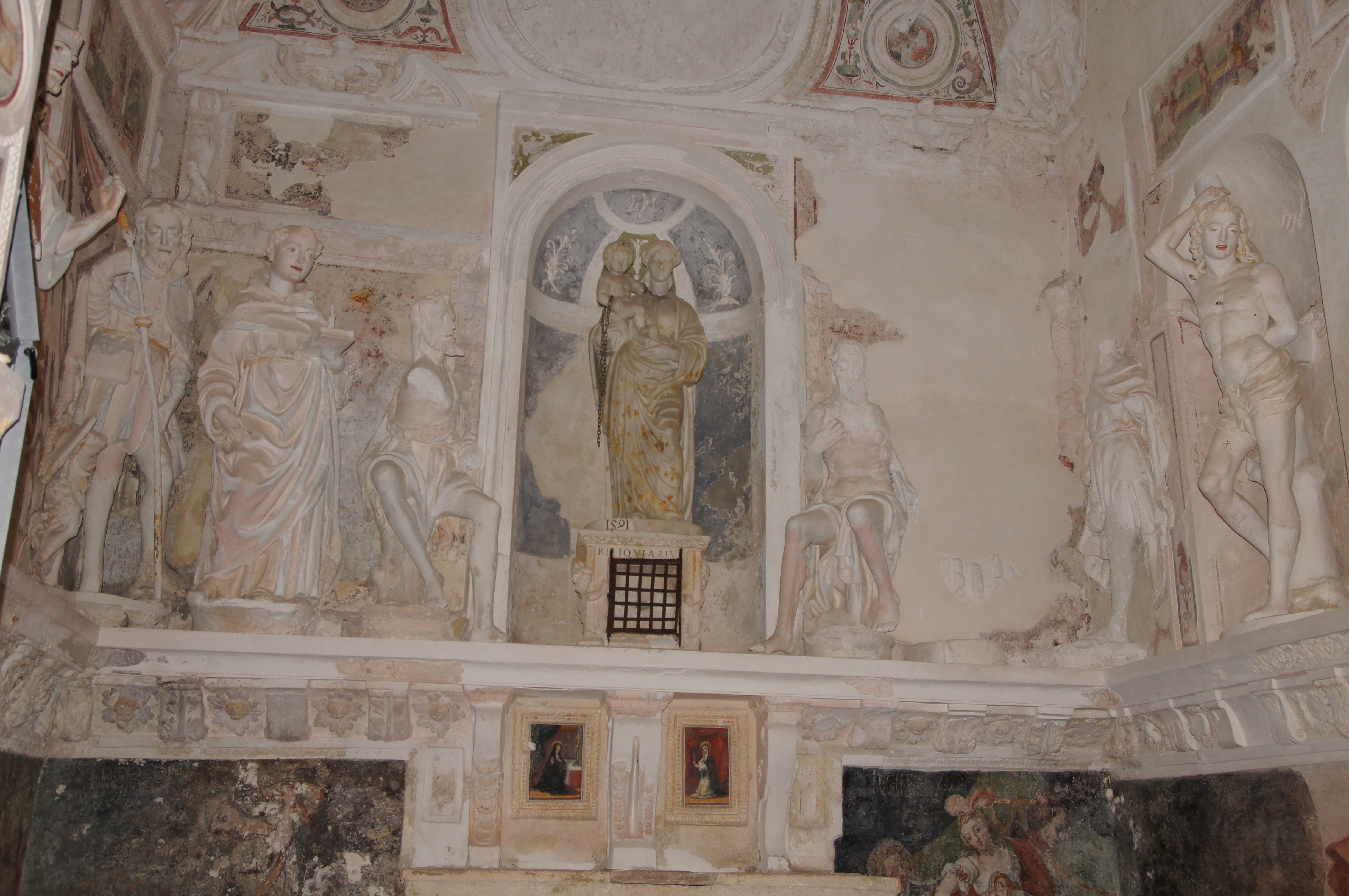
Madonna della Catena.

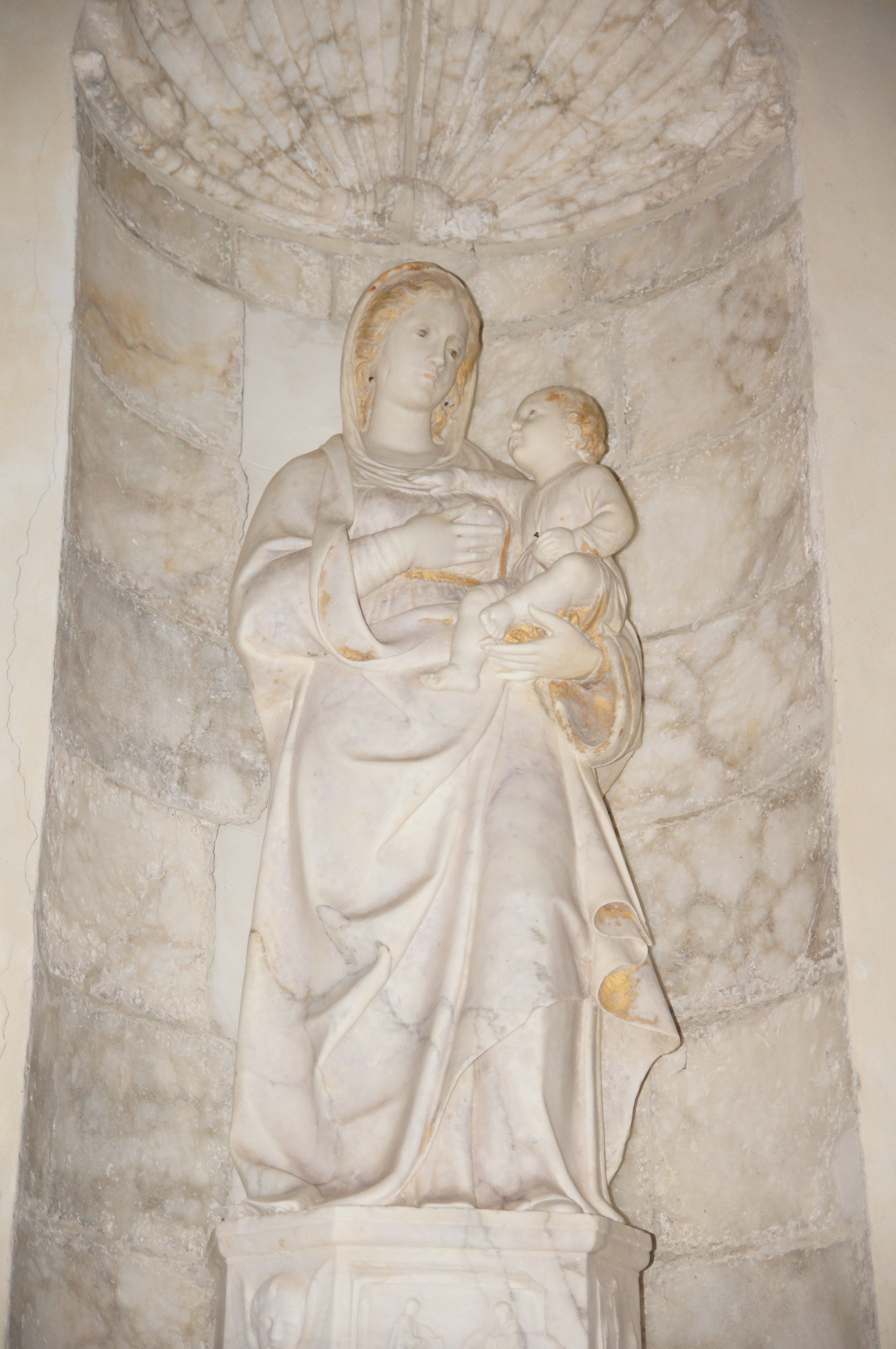
Madonna della Consolazione.

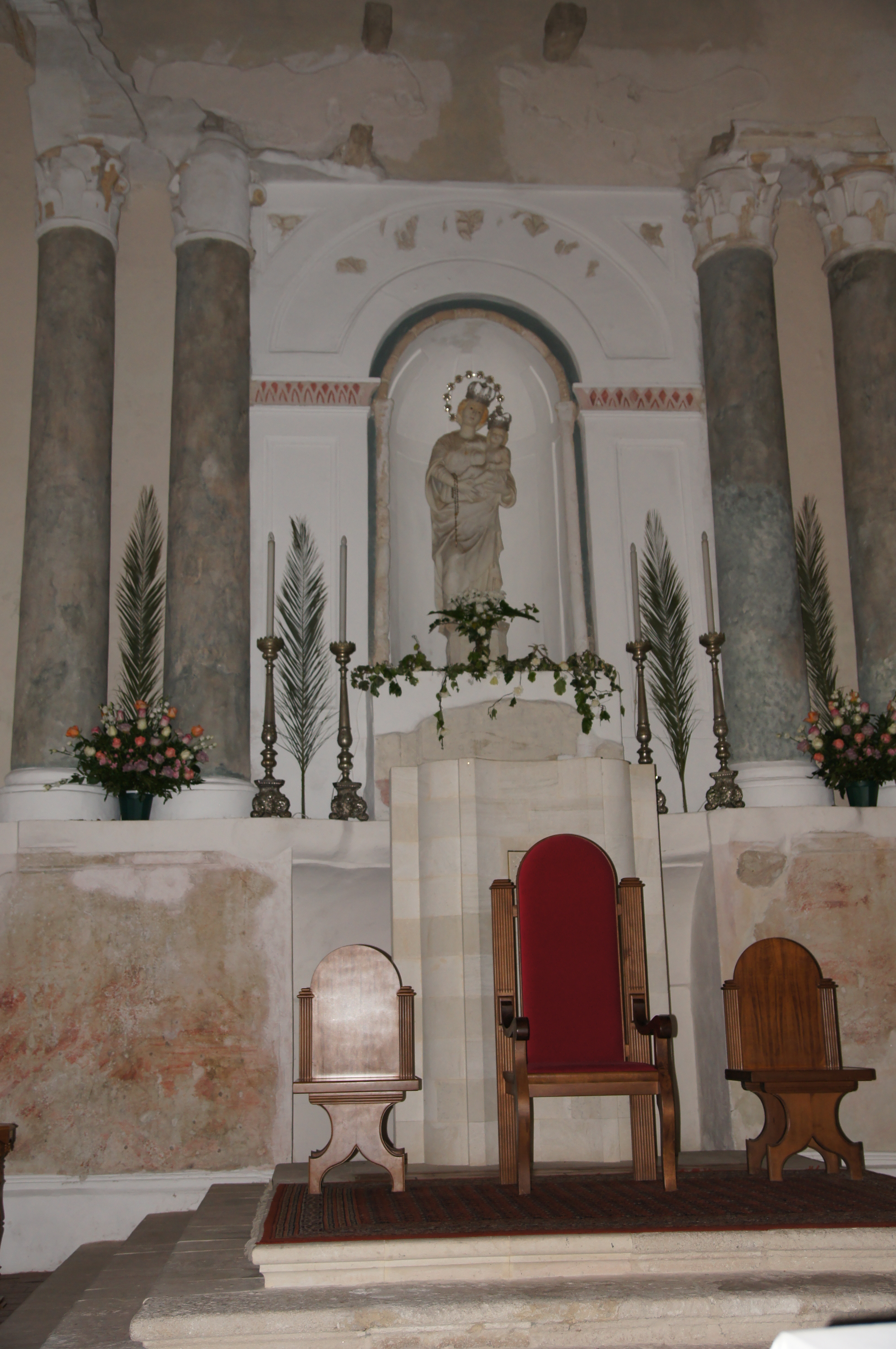
Madonna della Neve.

- Seconda campata: Cappella del Santissimo Crocifisso. Crocifisso ligneo collocato in una sobria cornice.
- Terza campata: Cappella di San Lazzaro Vescovo e della Maddalena. Nella nicchia la statua raffigurante Santa Maria Maddalena, sulla mensola a sinistra San Lazzaro Vescovo. Dello stesso stile e composizione è documentata una statua raffigurante Santa Marta. Realizzazione di Tommaso Ferraro da Giuliana del 1589.[4] Sopra l'architrave, nella vela della volta è ricavata una nicchia contenente una statuetta delimitata da figure affrescate.
- Quarta campata: Cappella dell'Ultima Cena. L'ambiente ospita il fercolo di San Pellegrino.
- Quinta campata: Cappella della Madonna della Consolazione. Nella nicchia è collocata la statua marmorea Madonna della Consolazione, opera commissionata dalla Confraternita di San Benedetto ad Antonello Gagini nel 1535, terminata e consegnata dal figlio Giacomo che onorò l'impegno dopo la scomparsa del padre. Opera documentata fino al 1783 nella chiesa di San Benedetto, in seguito nella chiesa del monastero di Santa Maria di Valverde dell'Ordine benedettino.[5] Sullo scanello gli altorilievi raffiguranti rispettivamente il volto di un putto alato, la scena della Natività di Gesù e lo stemma della confraternita committente.
- Sesta campata. Ambiente con statua di San Michele Arcangelo.

#### Absidiola destra
- Cappella di Sant'Antonio Abate.

#### Absidiola sinistra
- Cappella di San Benedetto: Abside della prima chiesa proto cristiana. Nella nicchia è collocata la statua marmorea di San Benedetto commissionata dalla Confraternita di San Benedetto ad Antonello Gagini, realizzata in collaborazione col figlio Giacomo che onorò l'impegno dopo la scomparsa del padre. Il piedistallo reca raffigurazioni di San Calogero e San Pellegrino, in mezzo il Miracolo di San Benedetto. Opera documentata fino al 1783 nella chiesa di San Benedetto, in seguito nella chiesa del monastero di Santa Maria di Valverde dell'Ordine benedettino.[5]

#### Altare maggiore
Il presbiterio è stato trasformato nel XVI secolo in stile toscano. L'ambiente altrimenti denominato Cappella della Madonna della Neve presenta la sopraelevazione dell'altare costituita da una edicola delimitata da coppie di colonne ioniche con capitelli corinzi e tracce di un preesistente timpano.
Nella nicchia è collocata la statua marmorea raffigurante la Madonna della Neve, opera di Fazio Gagini del 1545, con raffigurazioni sul piedistallo dell'Assunzione, Epifania, Fuga in Egitto, Annunciazione e Presepe.
Un quadrone decora la parete sinistra, il muro a destra ospita confessionali e le canne dell'organo. Una mensa versus populum, l'ambone, la stele - tabernacolo, l'acquasantiera rivisitata e manufatti vari di stile moderno, sono opere di Salvatore Rizzuti.

#### Sacrestia
Ambiente edificato presso le strutture dell'antica chiesa di San Bartolomeo Apostolo.

#### Cripta
In essa è documentata una fonte di acqua, situata nella parte posteriore recante iscrizioni arabe e segni cristiani.

### Campanile
Dietro la chiesa, corpo a sé stante, si trova il massiccio campanile a pianta quadrata, chiamato Mortorio.

## Galleria d'immagini

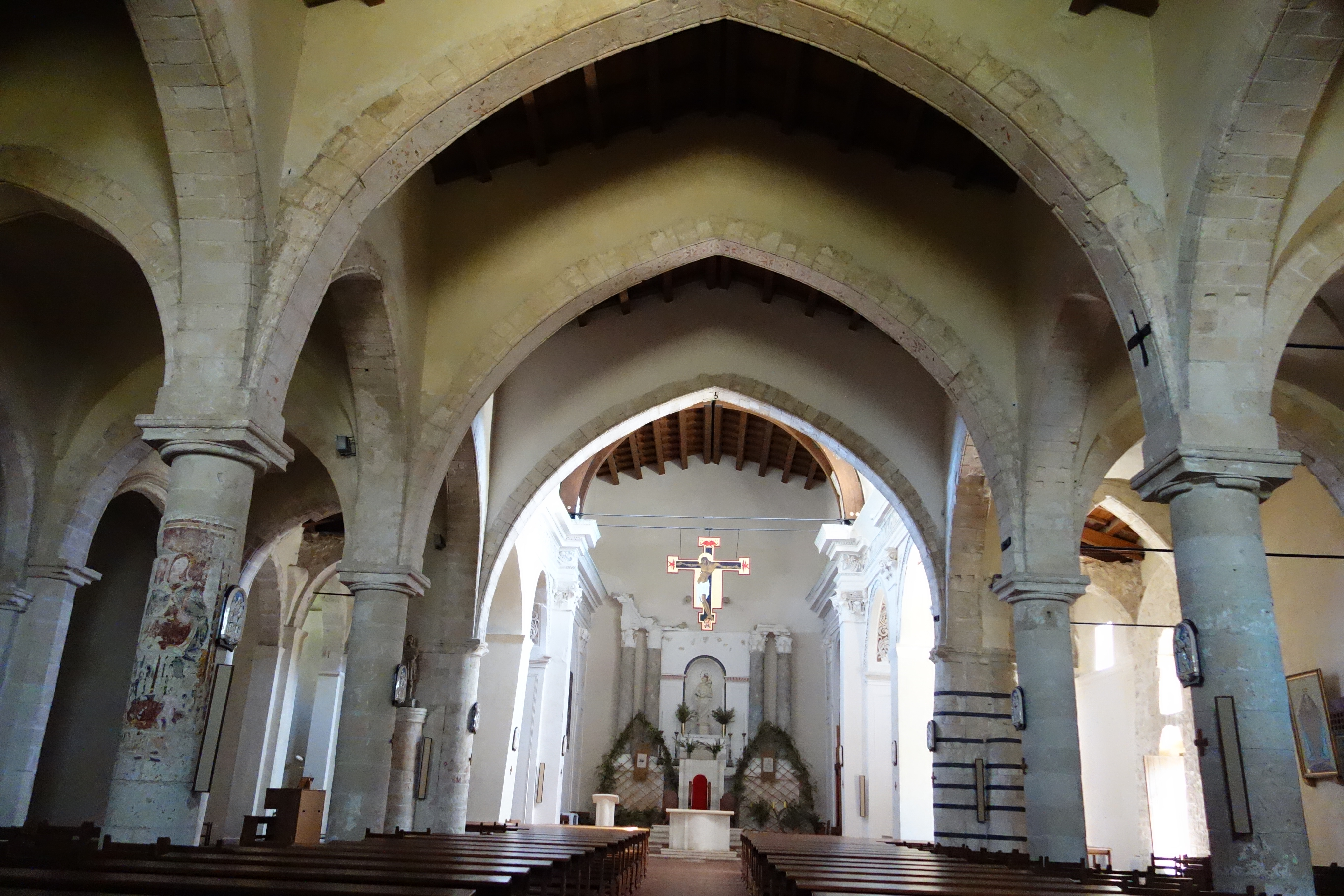
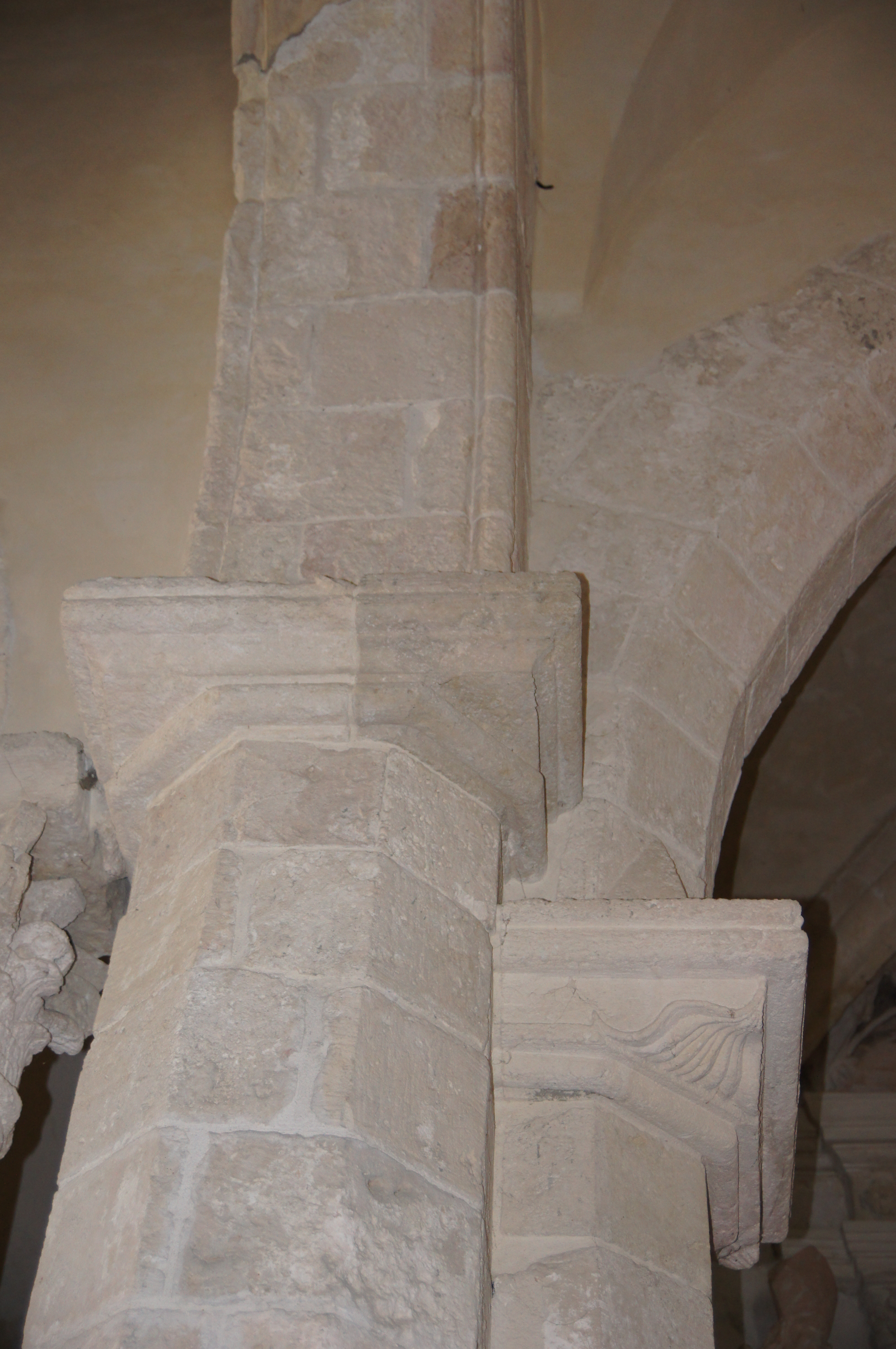
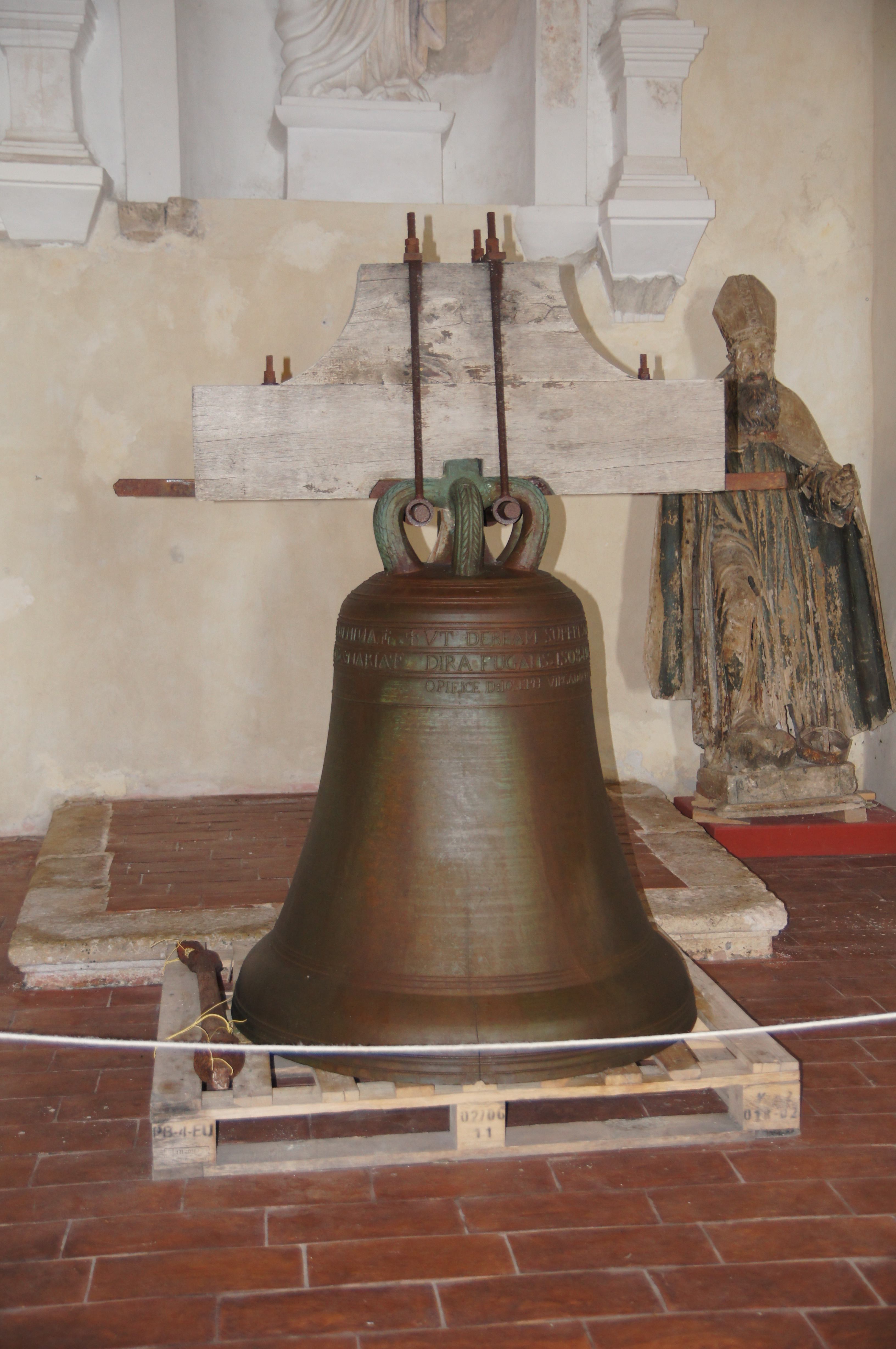
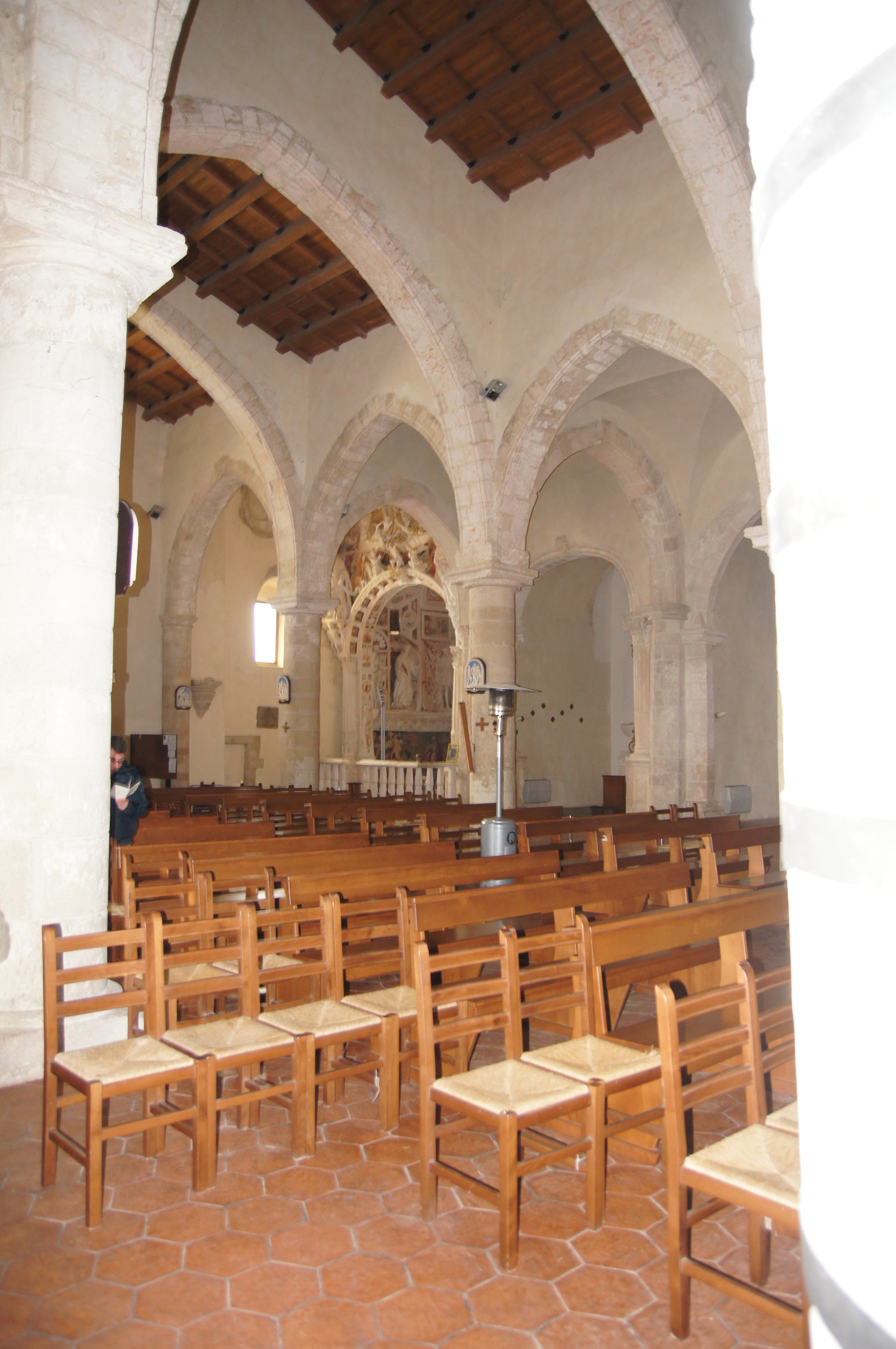
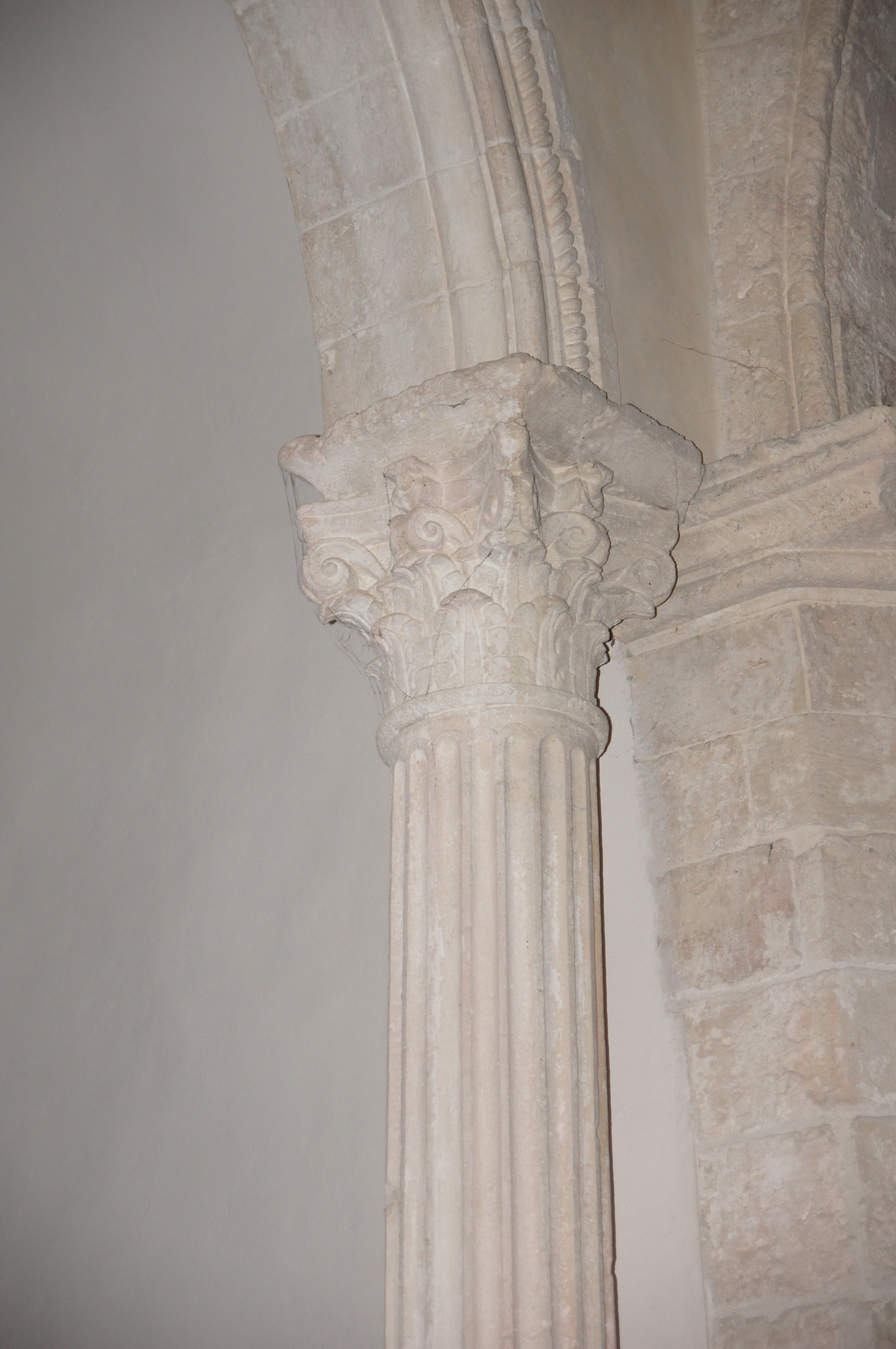
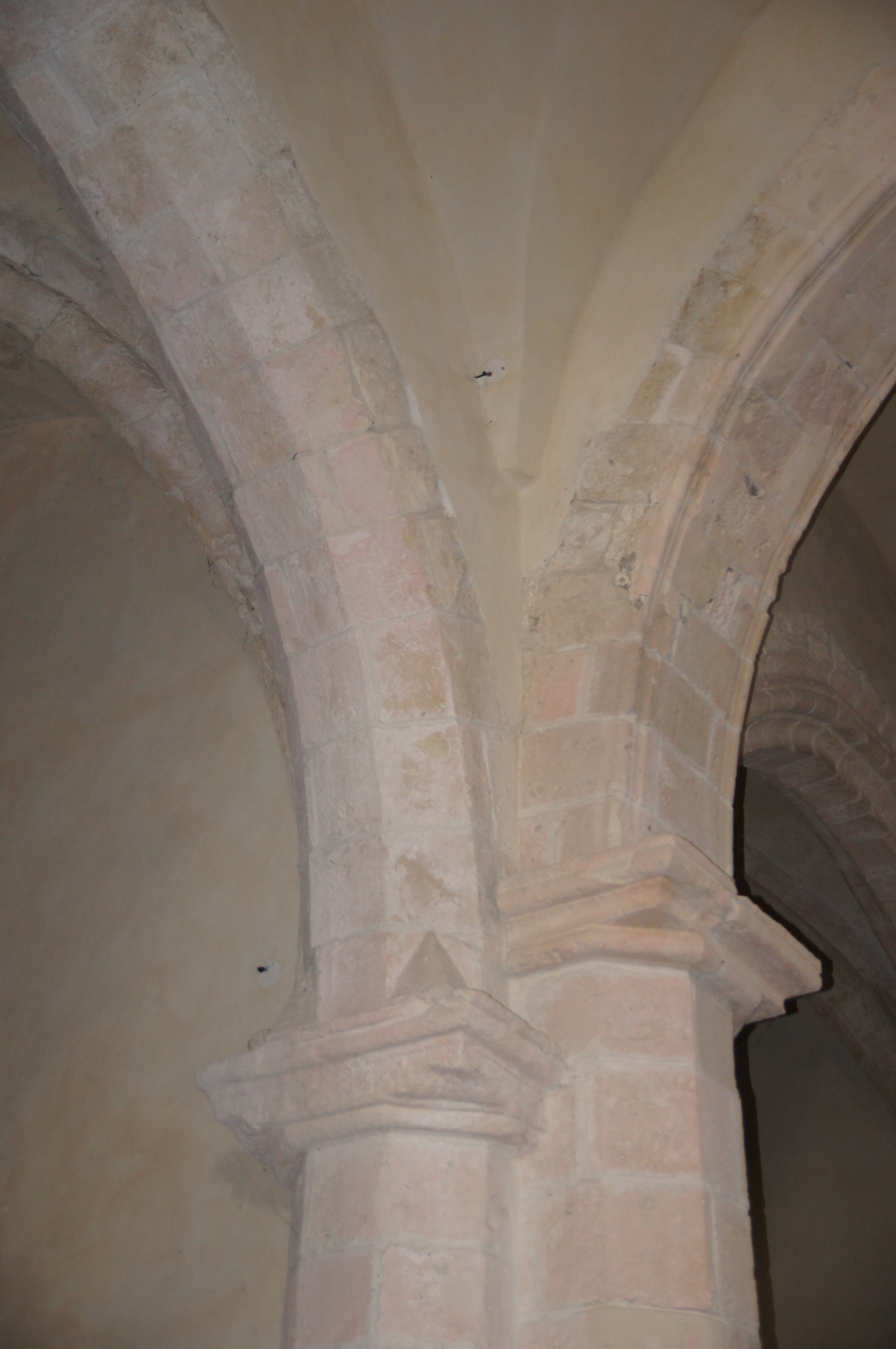
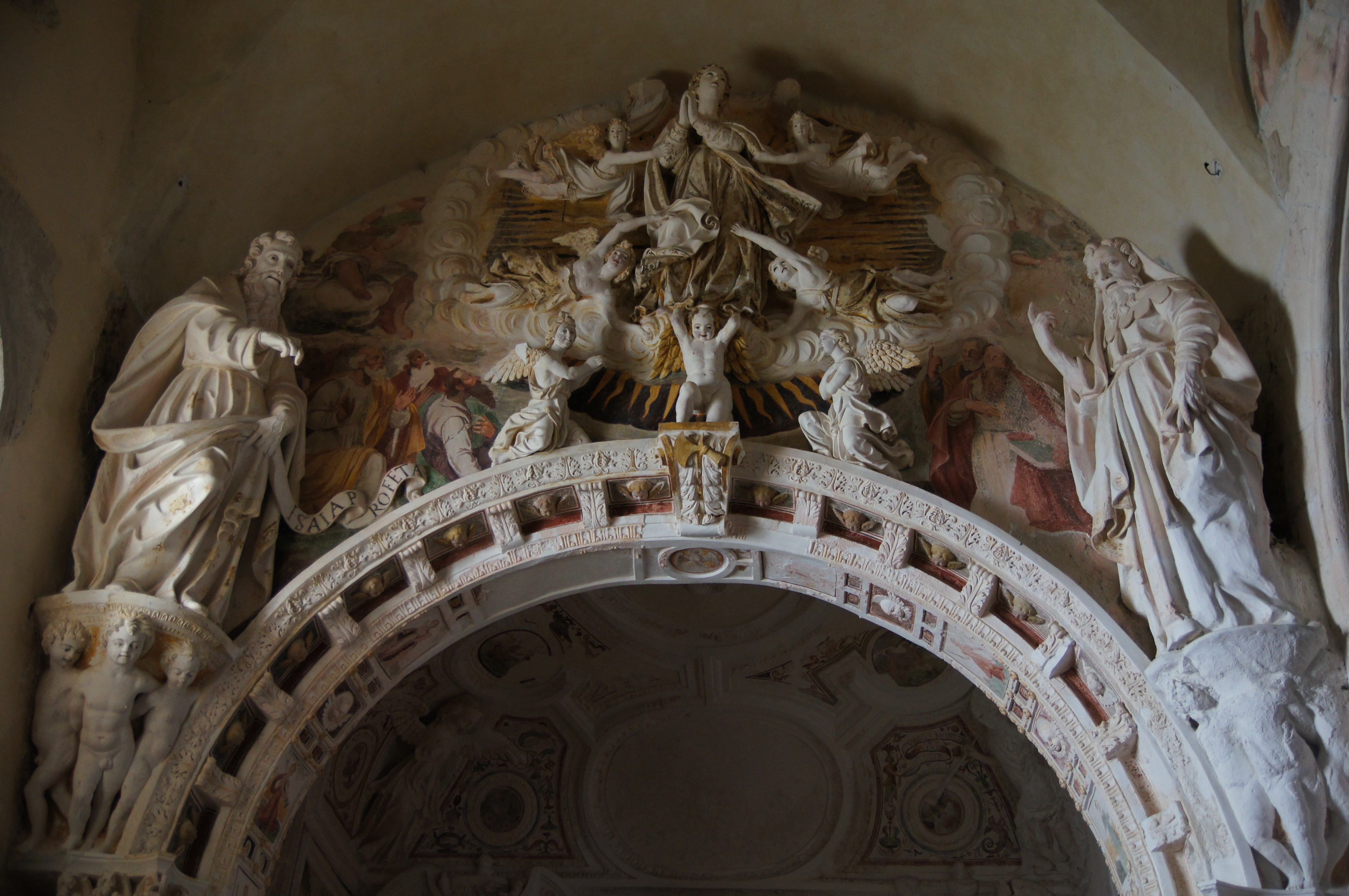
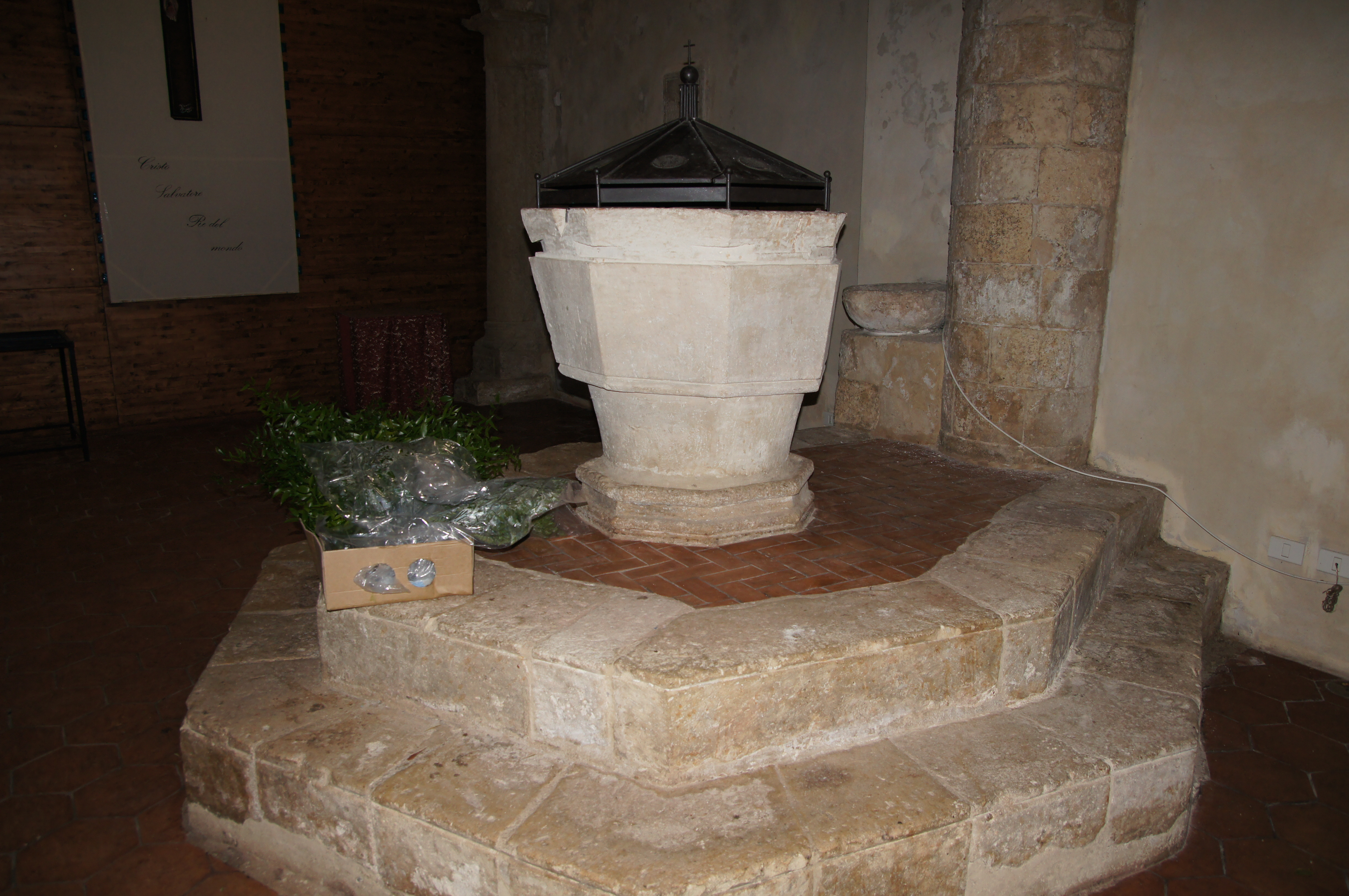
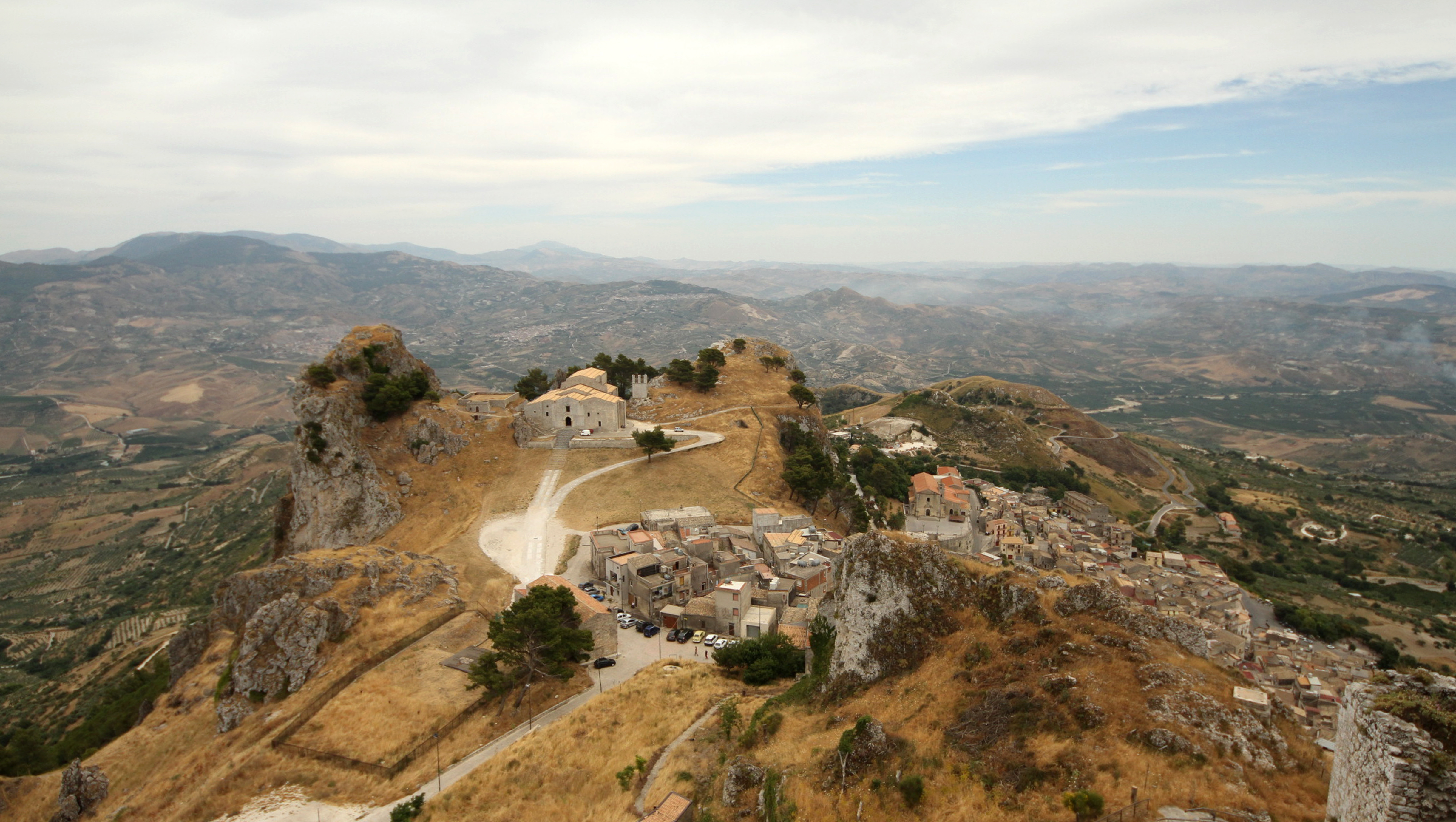
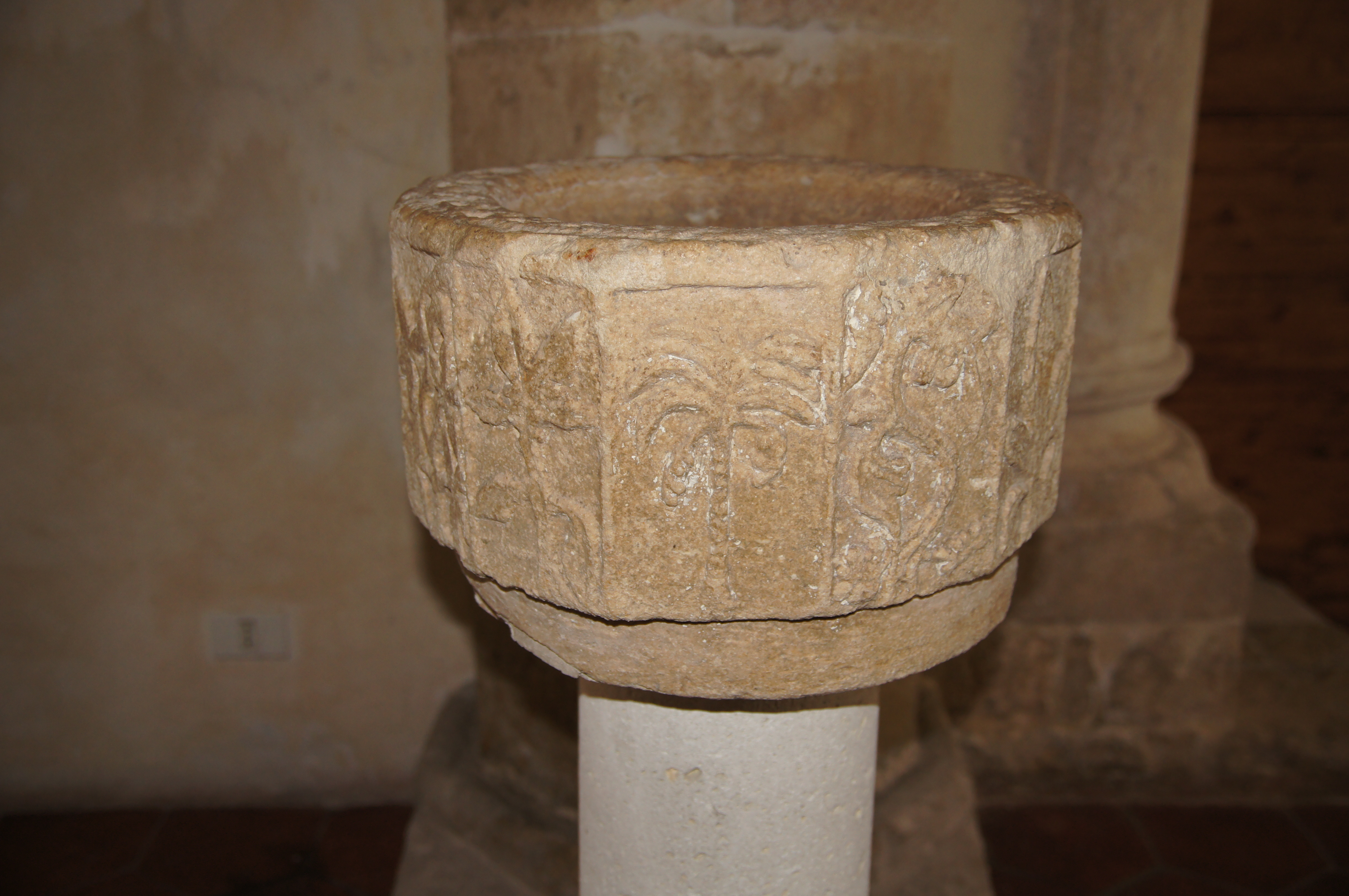